# Deep Impact (film)
Deep Impact è un film del 1998 diretto da Mimi Leder e prodotto da Steven Spielberg.
Narra delle vicende che precedono lo schianto di una cometa sul pianeta Terra, soggetto estrapolato dal film Meteor del 1979. È uscito quattro anni dopo la caduta della cometa Shoemaker-Levy 9 su Giove, quasi contemporaneamente ad un altro film di fantascienza che tratta un argomento identico, Armageddon - Giudizio finale. I coniugi Eugene e Carolyn S. Shoemaker hanno in effetti lavorato al film come consulenti scientifici.

## Trama
Sera del 10 maggio 1998. Leo Beiderman, un quattordicenne con l'hobby dell'astronomia, scopre uno strano corpo celeste col telescopio. Il suo insegnante di astronomia avvisa l'astronomo Marcus Wolf, il quale si rende conto che l'oggetto è una cometa in rotta di collisione con la Terra. Wolf, nella fretta di avvisare le autorità, muore in un incidente d'auto prima che possa avvertire il mondo.
Un anno dopo, il 10 maggio 1999, Leo Beiderman viene a sapere, insieme all'intera umanità, l'incredibile verità: il corpo celeste è una cometa che si sta dirigendo verso la Terra, e che la colpirà in modo da provocare un'estinzione di massa. I governi di tutto il mondo (soprattutto Stati Uniti e Russia) uniscono subito i loro sforzi per realizzare una missione spaziale allo scopo di neutralizzare la cometa: un vettore spaziale, il Messia, atterrerà sulla cometa, e la farà esplodere con delle testate nucleari.
Nel frattempo, le esistenze di vari personaggi si incrociano nell'attesa dell'imminente catastrofe: Jenny Lerner, giornalista della MSNBC, la quale è in rotta col padre; Leo e la sua ragazza, Sarah; l'anziano astronauta Spurgeon "Fish" Tanner, alla guida del Messia; il Presidente degli Stati Uniti Tom Beck, testimone dolente dell'intera vicenda, il quale annuncia che nel Missouri, il governo ha fatto costruire delle caverne sotterranee nell'eventualità dell'impatto, che possono ospitare fino a un milione di persone, che verranno selezionate da un computer. Fra queste vi sono Leo e Jenny. Leo, giunto alle grotte con la sua famiglia, all'ultimo momento decide di tornare indietro, perché Sarah (con la quale si era sposato in modo da farla includere in questa "lista") decide di rimanere con i suoi genitori, e che al contrario di lei, non sono inclusi nella lista, ma una volta arrivato alla sua casa, Leo non trova Sarah, scoprendo che lei e i suoi familiari sono partiti per gli Appalachi, così la raggiunge; Jenny, invece, decide di lasciare il proprio posto su un elicottero noleggiato a una sua collega di lavoro e alla sua bambina, dopodiché (già scossa per la morte della madre) decide di riconciliarsi con suo padre, prima che sia troppo tardi.
Alla fine, i tentativi di fermare la cometa falliscono, e la missione del Messia serve soltanto a spaccarla in due parti, ma la Terra ha ancora una possibilità di salvarsi: vengono infatti lanciati numerosi Missili Titan per intercettare e deviare le comete, ma purtroppo, anche questo tentativo fallisce, così il presidente avvisa l'intero paese che le missioni spaziali hanno ormai fallito, e che gli impatti, ormai, sono inevitabili. Sono state calcolate le traiettorie finali delle due comete: la prima cometa, detta Beiderman, impatterà nell'Oceano Atlantico al largo delle Bermuda, e causerà uno tsunami che travolgerà ogni cosa, distruggerà intere città come ad esempio Washington, New York, Boston, Atlanta, Miami e Filadelfia, percorrerà migliaia di chilometri nell'entroterra e avrà un'altezza che varierà dai 300 ai 1000 metri a seconda della zona. Il suo impatto sarà alle ore 16.30 della costa orientale. La seconda cometa invece, detta Wolf, impatterà nel Canada occidentale 3 ore dopo la prima, ma a differenza della prima, si tratterà di un evento di livello estintivo: l'onda d'urto, il calore dell'impatto e la pioggia di detriti causeranno incendi inarrestabili in tutto il mondo. Si alzeranno vaste nubi di ceneri e polvere per una durata di 2 anni e si provocherà pertanto un'estinzione di massa a livello globale, sia umana, sia vegetale (entro 30 giorni) sia animale (in pochi mesi).
L'equipaggio del Messia nota però qualcosa: l'esplosione precedente ha creato nella cometa più grande una cavità: se riuscissero a portare le ultime bombe in quella cavità, queste la disintegrerebbero. Non possono fare niente per la cometa più piccola, ma almeno così la Terra avrà una speranza. C'è però un problema: possono portare sì le bombe nella cavità, ma non hanno abbastanza carburante per ripartire, così decidono di sacrificarsi. Intanto, il frammento più piccolo della cometa impatta nell'Oceano Atlantico, nei pressi delle Bermuda, creando un enorme tsunami che distrugge ogni cosa sul suo cammino, compresa New York. Fortunatamente Leo, Sarah e il suo fratellino riescono a salvarsi, rifugiandosi sulle cime più alte degli Appalachi, ma Jenny, suo padre, i genitori di Sarah (dopo ad aver dato il drammatico addio a Sarah e a suo fratellino piccolo), e milioni di persone lungo le coste atlantiche di tutta l’America, dell'Europa e dell'Africa muoiono. Nel frattempo, la seconda cometa si sta avvicinando e sta per colpire la Terra: è adesso che l'equipaggio del Messia (dopo ad aver dato il drammatico addio alle famiglie) compie l'eroico sacrificio andando a schiantarsi contro la cometa facendola esplodere. Dopo qualche tempo, quando le acque dell'Oceano Atlantico si sono ormai ritirate, nonostante l'incalcolabile numero di vittime, il Presidente lancia un commovente messaggio di speranza a tutto il mondo, che esorta a ricominciare una nuova vita.

## Produzione
Le riprese del film si svolsero dal 16 giugno 1997 al 24 ottobre 1997.
Deep Impact doveva inizialmente essere diretto da Steven Spielberg, ma gli impegni presi l'anno precedente con Amistad gli impedirono di farlo in tempo, in particolare dopo che la Touchstone Pictures annunciò la produzione di un film con lo stesso tema, Armageddon - Giudizio finale, anch'esso distribuito nell'estate 1998. Non volendo aspettare, i produttori decisero di ingaggiare Mimi Leder alla regia e mantenere Spielberg come produttore esecutivo.

## Accoglienza
Deep Impact venne distribuito nei cinema l'8 maggio 1998, circa due mesi prima rispetto al rivale Armageddon - Giudizio finale. Il film debuttò al primo posto del botteghino nordamericano con un incasso di oltre 41 milioni di dollari nel suo primo weekend. Divenne un successo finanziario, incassando 140464664 $ dollari negli Stati Uniti e 209000000 $ all'estero, per un totale di 349464664 $ dollari in tutto il mondo.
 Fu il sesto più alto incasso al botteghino dell'anno, dominato da Armageddon, che con oltre 553 milioni di dollari fu il maggiore successo finanziario del 1998. Astronauti ed esperti di astronomia tuttavia definirono Deep Impact molto più accurato e credibile dal punto di vista scientifico rispetto ad Armageddon.